# Adoretus villosicollis
Adoretus villosicollis är en skalbaggsart som beskrevs av Blanchard 1851. Adoretus villosicollis ingår i släktet Adoretus och familjen Rutelidae. Inga underarter finns listade i Catalogue of Life.